# Inanidrilus wasseri
Inanidrilus wasseri är en ringmaskart som beskrevs av Erséus 1984. Inanidrilus wasseri ingår i släktet Inanidrilus och familjen glattmaskar. Inga underarter finns listade i Catalogue of Life.